# Thoix
Thoix és un municipi francès situat al departament del Somme i a la regió dels Alts de França. L'any 2007 tenia 135 habitants.

## Demografia

### Població
El 2007 la població de fet de Thoix era de 135 persones. Hi havia 56 famílies de les quals 16 eren unipersonals (8 homes vivint sols i 8 dones vivint soles), 16 parelles sense fills, 20 parelles amb fills i 4 famílies monoparentals amb fills.
La població ha evolucionat segons el següent gràfic:
Habitants censats

### Habitatges
El 2007 hi havia 72 habitatges, 56 eren l'habitatge principal de la família, 13 eren segones residències i 3 estaven desocupats. 69 eren cases i 1 era un apartament. Dels 56 habitatges principals, 49 estaven ocupats pels seus propietaris, 4 estaven llogats i ocupats pels llogaters i 3 estaven cedits a títol gratuït; 1 tenia una cambra, 5 en tenien tres, 14 en tenien quatre i 36 en tenien cinc o més. 44 habitatges disposaven pel capbaix d'una plaça de pàrquing. A 22 habitatges hi havia un automòbil i a 32 n'hi havia dos o més.

## Economia
El 2007 la població en edat de treballar era de 80 persones, 57 eren actives i 23 eren inactives. De les 57 persones actives 52 estaven ocupades (26 homes i 26 dones) i 5 estaven aturades (3 homes i 2 dones). De les 23 persones inactives 11 estaven jubilades, 8 estaven estudiant i 4 estaven classificades com a «altres inactius».

### Ingressos
El 2009 a Thoix hi havia 56 unitats fiscals que integraven 137 persones, la mediana anual d'ingressos fiscals per persona era de 21.833 €.

### Activitats econòmiques
L'únic establiment que hi havia el 2007 era d'una empresa extractiva.
L'any 2000 a Thoix hi havia 7 explotacions agrícoles.

## Poblacions més properes
El següent diagrama mostra les poblacions més properes.